# زلزال توتوري 2000
زلزال توتوري 2000 هو زلزالٌ وقعَ في توتوري في اليابان بتاريخ 6 أكتوبر 2000.